# 塞涅尔格
塞涅尔格（法語：Séniergues，法語發音：[senjɛʁɡ]）是法国洛特省的一个市镇，属于古尔东区。

## 地理
塞涅尔格（44°42'1"N, 1°32'48"E）面积18.17 平方千米，位于法国奧克西塔尼大區洛特省，该省份为法国西南部内陆省份，北起顺时针与科雷兹省、康塔爾省、阿韦龙省、塔恩-加龙省、洛特-加龍省和多尔多涅省接壤。
与塞涅尔格接壤的市镇（或旧市镇、城区）包括：卡尔吕塞、日努亚克、蒙福孔、苏西拉克。

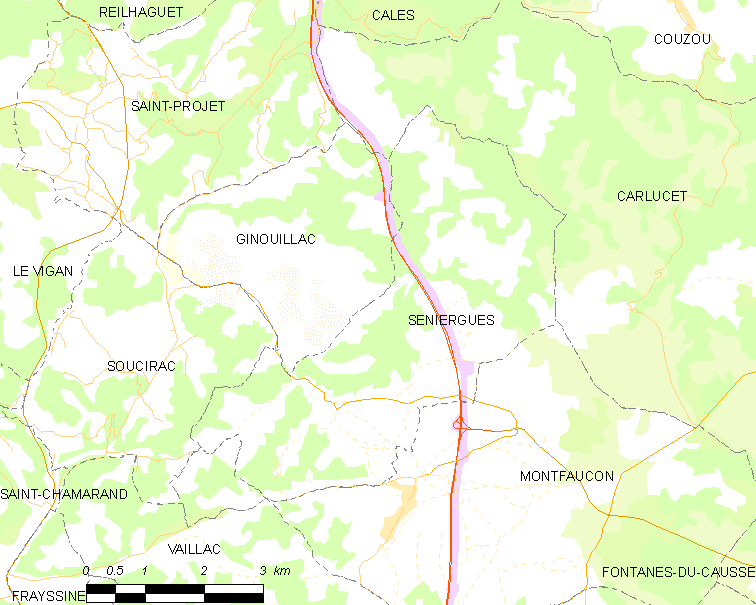
塞涅尔格的OSM定位图

塞涅尔格的时区为UTC+01:00、UTC+02:00（夏令时）。

## 行政
塞涅尔格的邮政编码为46240，INSEE市镇编码为46304。

## 政治
塞涅尔格所属的省级选区为科斯和布里亚讷县。

## 人口

1962-2008年间塞涅尔格人口变化图示

塞涅尔格于2022年1月1日时的人口数量为144人。